# Dovyalis xanthocarpa
Dovyalis xanthocarpa är en videväxtart som beskrevs av Arthur Allman Bullock. Dovyalis xanthocarpa ingår i släktet Dovyalis och familjen videväxter. Inga underarter finns listade i Catalogue of Life.